# Priscilla Sutton
Pour les articles homonymes, voir Sutton.
Priscilla Sutton est une artiste australienne née en 1979, amputée d'une partie de la jambe droite à la suite d'une malformation et qui s'illustre dans l'exposition d'œuvres d'art créées à partir de prothèses.
Une première exposition a eu lieu à Brisbane, en Australie en 2010, puis durant les Jeux paralympiques d'été de 2012 à Londres, dans le quartier de Brick Lane dans le cadre d'un projet baptisé Spare Parts (littéralement « pièces de rechange »).
Priscilla a le courage de s'exprimer sans tabou sur ce sujet et ne se prive pas pour porter des jupes et arborer différentes prothèses dans différents styles.
Pour Mark Ryden, artiste américain surréaliste, « l'exposition Spare Parts a apporté une aide cruciale à beaucoup d'amputés sur le long terme ».